# Алёшин, Пётр Николаевич
Пётр Николаевич Алёшин (26 июля 1925, Волосово-Дудино, Калужская губерния — 30 сентября 1989, Калуга) — советский военнослужащий, участник Великой Отечественной войны, полный кавалер ордена Славы, разведчик 201-й отдельной разведывательной роты красноармеец — не момент последнего представления к ордену Славы.

## Биография
Родился 26 июля 1925 года в селе Волосово-Дудино (ныне — Ульяновского района Калужской области). Окончил 7 классов. Трудился в колхозе «Молот». В первые месяцы войны остался в оккупации. После освобождения села сразу пришёл в военкомат.
Весной 1942 года был призван в Красную Армию. Прошел подготовку в запасном полку и в июле того же года направлен на фронт. Был зачислен в 311-ю стрелковую дивизию 61-й армии, в составе этой части прошёл всю войну. Участвовал в боях под городом Орел, форсировал Днепр, освобождал Белоруссию. В боях за город Калинковичи был ранен. После госпиталя направлен разведчиком в 201-ю отдельную разведывательную роту той же дивизии.
14 января 1945 года восточнее населённого пункта Пулько северо-восточнее города Варка красноармеец Алёшин в составе разведывательной группы первым ворвался в траншею противника, взял в плен 3 немецких солдат с документами и оружием. Приказом командира 311-й стрелковой дивизии от 16 января 1945 года награждён медалью «За отвагу».
В ночь на 3 февраля 1945 года в составе разведгруппы проник в занятый врагом город Шнайдемюль. Разведчики внезапным ударом с тыла атаковали боевое охранение врага, взяли «языка», благополучно вырвались из города и доставили пленного в штаб дивизии. В этом поиске красноармеец Алёшин из личного оружия уничтожил до 10 вражеских солдат, участвовал в захвате «языка». Приказом по частям 311-й стрелковой дивизии от 17 февраля 1945 года красноармеец Алёшин Пётр Николаевич награждён орденом Славы 3-й степени.
16 февраля 1945 года, действуя в составе разведывательной группы близ города Арнсвальде, красноармеец Алёшин при отражении контратаки сразил офицера и до 12 солдат противника. Захватил пулемёт и вёл из него огонь, отражая натиск врага. Приказом по частям 311-й стрелковой дивизии от 21 февраля 1945 года красноармеец Алёшин Пётр Николаевич награждён орденом Славы 3-й степени.
При форсировании реки Одер был ранен. Вернувшись в часть, день Победы встретил на Эльбе. После войны остался в армии, стал офицером. Пять лет нёс службу в комендатуре Берлина.
Приказом от 16 октября 1946 года Алёшин Пётр Николаевич в порядке перенаграждения награждён орденом Славы 2-й степени.
В 1950 году был демобилизован. Вернулся на родину в Калужскую область. Жил в селе Ульяново. Член КПСС с 1952 года. Был на партийной работе, председателем колхоза, возглавлял Ульяновский райком ДОСААФ.
Указом Президиума Верховного Совета СССР от 27 марта 1965 года в порядке перенаграждения, взамен медали «За отвагу», Алёшин Пётр Николаевич награждён орденом Славы 1-й степени. Стал полным кавалером ордена Славы.
Работал начальником пожарно-сторожевой службы Ульяновского льнозавода. С 1988 года жил в областном центре — городе Калуга. Скончался 30 сентября 1989 года. Похоронен на Пятницком кладбище города Калуга.
Награждён орденами Отечественной войны 1-й степени, Славы 3-х степеней, медалями.